# Liste der Regionalverkehrslinien im Schienenverkehr in Deutschland

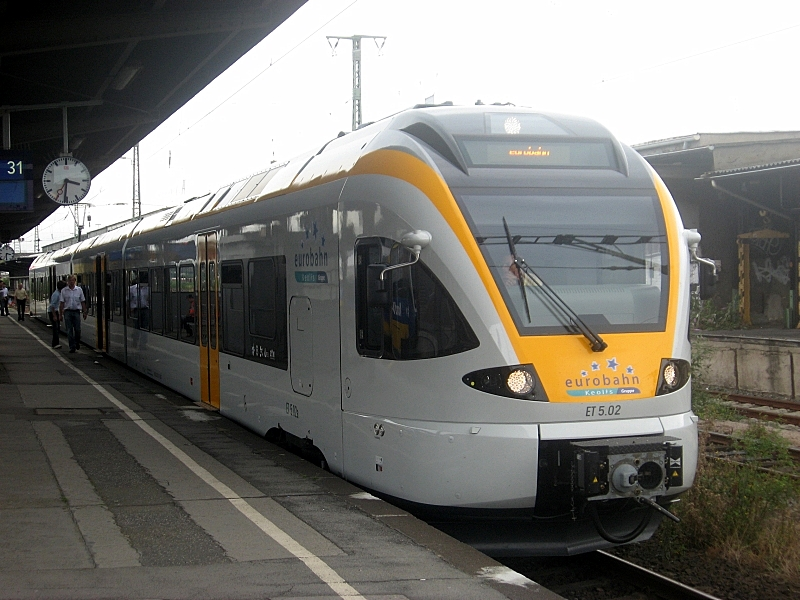
Ein Zug des Typs Stadler Flirt als Maas-Wupper-Express.

Die Liste der Regionalverkehrslinien im Schienenverkehr in Deutschland gibt die Struktur des gesamten Schienenpersonennahverkehrs (SPNV, auch als „Regionalverkehr“ bezeichnet) auf Eisenbahnstrecken (gemäß EBO) in Deutschland, gegliedert nach Bundesländern, wieder.

## Liste
- Liste der SPNV-Linien in Baden-Württemberg
- Liste der SPNV-Linien in Bayern
- Liste der Eisenbahnlinien in Brandenburg und Berlin#Regionalverkehr
- Nahverkehr in Bremen#Regionalverkehr
- Hamburger Verkehrsverbund#Im HVV agierende Unternehmen
- Hessen
  - Liste der SPNV-Linien im Nordhessischen Verkehrsverbund
  - Liste der Eisenbahnlinien im Rhein-Main-Verkehrsverbund
  - Liste der Eisenbahnlinien im Verkehrsverbund Rhein-Neckar
- Liste der Eisenbahnlinien in Mecklenburg-Vorpommern#Regionalverkehr
- Liste der SPNV-Linien in Niedersachsen
- Liste der SPNV-Linien in Nordrhein-Westfalen
- Liste der SPNV-Linien in Rheinland-Pfalz
- Liste der SPNV-Linien im Saarland
- Liste der Eisenbahnlinien in Sachsen#Nahverkehr
- Liste der Eisenbahnlinien in Sachsen-Anhalt#Regionalverkehr
- Liste der Eisenbahnlinien in Schleswig-Holstein#Regionalverkehr
- Liste der Eisenbahnlinien in Thüringen#Regionalverkehr Linienschema Thüringen